# 特鲁斯
特鲁斯（Tellus）或譯為：泰菈（Terra），古罗马宗教和神话中职司土地的女性神祇之一。在古罗马得到古罗马人崇拜供奉并进行与之相关的活动。其事迹与艺术形象反映于相关古典作家之著述和雕塑等文物中，具有重要地影响与积极意义。